# I've Gotta Get a Message to You
I've Gotta Get a Message to You è una canzone registrata dai Bee Gees nel 1968, che divenne il loro secondo singolo al numero uno nel Regno Unito, ed entrò nella top ten di diversi paesi in tutto il mondo.
La canzone racconta di un uomo che, condannato a morire sulla sedia elettrica, prega il prete che lo visita prima dell'esecuzione, di recapitare un ultimo messaggio alla moglie. Robin Gibb, che scrisse il testo, disse che la causa della condanna dell'uomo era l'omicidio dell'amante della moglie.
La canzone apparve nell'edizione statunitense del terzo album della band, Idea, mentre nell'edizione europea la canzone fu sostituita con Such a Shame di Vince Melouney. Nelle ristampe su CD dell'album negli anni novanta invece furono inseriti entrambi i brani.
La canzone raggiunse la vetta dei singoli più venduti nel Regno Unito, per una sola settimana, prima di essere spodestata da Hey Jude dei Beatles.
Di I've Gotta Get a Message to You sono state registrate alcune cover, fra le quali si ricordano quella della girl band Cleopatra e quella dei Moxy Fruvous; in Italia ebbe successo la versione con testo in italiano intitolata Pensiero d'amore, interpretata da Mal nel 1969 e da Gionchetta (Junior, JR 0051) e reinterpretata da Giuliano Palma & The Bluebeaters nel 2008, singolo da cui fu tratto anche un film.

## Tracce
1. I've Gotta Get a Message to You
2. Kitty Can